# Колодзьонж (Венґровський повіт)
Колодзьонж (пол. Kołodziąż) — село в Польщі, у гміні Садовне Венґровського повіту Мазовецького воєводства.
Населення — 205 осіб (2011).
У 1975-1998 роках село належало до Седлецького воєводства.

## Демографія
Демографічна структура станом на 31 березня 2011 року:
|          | Загалом | Допрацездатний вік | Працездатний вік | Постпрацездатний вік |
| -------- | ------- | ------------------ | ---------------- | -------------------- |
| Чоловіки | 101     | 19                 | 65               | 17                   |
| Жінки    | 104     | 18                 | 53               | 33                   |
| Разом    | 205     | 37                 | 118              | 50                   |